# Evolve (Imagine Dragons)
Evolve is het derde studioalbum van de Amerikaanse band Imagine Dragons. Het album verscheen op 23 juni 2017.

## Achtergrond
Net als de vorige albums gingen de mannen van Imagine Dragons weer de studio in met hun vaste producer Alex da Kid om weer een nieuw album te maken. Dan Reynolds, de zanger van Imagine Dragons, noemde al voordat het album gereleased was het een verdere ontwikkeling van de band. Zo omarmt dit album nieuwe muziekgenres, waaronder Hiphop en EDM naast de gebruikelijke muziekgenres Poprock en Indierock.
Op 1 februari 2017 werd de eerste single van het album uitgebracht, Believer. Dit nummer werd tevens gebruikt als promotie voor een super bowl commercial van Nintendo Switch en de trailer van Murder On The Orient Express. Op 27 april 2017, werd Thunder uitgebracht, de tweede single van het album. Het bereikte de 8ste plek in de Nederlandse Top 40. Dit was tot dan toe de hoogste positie in de Top 40. Als derde single werd Whatever It Takes op 9 mei 2017 uitgebracht. Imagine Dragons waren in eerste instantie helemaal niet van plan dit nummer als single uit te brengen, maar deden dit toch door het succes van het nummer. Een week voor de release van het album werd Walking the Wire als promotionele single uitgebracht. Next to Me werd bij een digitale re-release van het album uitgebracht en voor I Don't Know Why als eerste track geplaatst.

## Tracklist
| Nr. | Titel                  | Opmerking | Duur |
| --- | ---------------------- | --------- | ---- |
| 1.  | I Don't Know Why       |           | 3:10 |
| 2.  | Whatever It Takes      |           | 3:21 |
| 3.  | Believer               |           | 3:24 |
| 4.  | Walking the Wire       |           | 2:55 |
| 5.  | Rise Up                |           | 3:51 |
| 6.  | I'll Make It Up To You |           | 4:22 |
| 7.  | Yesterday              |           | 3:25 |
| 8.  | Mouth of the River     |           | 3:41 |
| 9.  | Thunder                |           | 3:07 |
| 10. | Start Over             |           | 3:06 |
| 11. | Dancing in the Dark    |           | 3:53 |

Naast de standaardeditie werd ook een deluxe editie vrijgegeven met daarop 3 extra nummers. 

| Nr. | Titel                    | Opmerking | Duur |
| --- | ------------------------ | --------- | ---- |
| 12. | Levitate                 |           | 3:18 |
| 13. | Not Today                |           | 4:18 |
| 14. | Believer (Kaskade Remix) |           | 3:14 |

## Ontvangst
Het album stond maar liefst 233 weken in de album top 100. Dit is het langste van alle albums van Imagine Dragons tot op heden. De hoogste positie die het hier in behaalde was plek 2. In landen als de Verenigde Staten, Oostenrijk, Zwitserland en Finland behaalde het album zelfs de nummer 1 plek. 
Het album debuteerde op plek 2 in de Amerikaanse Billboard 200. Het album is het derde top vijf album. Het album kreeg drie keer platina door de RIAA. Ook werd het album genomineerd voor een Grammy Award voor Best Pop Vocal Album op de 60e Grammy Awards.